# Zespół Szkół Handlowych w Sopocie
Zespół Szkół Handlowych w Sopocie – zespół publicznych szkół handlowych, w skład którego wchodzą: technikum oraz szkoła zawodowa. Szkoła została utworzona w 1910 roku. Szkoła mieści się w dwóch budynkach. W 30 oddziałach Zespołu Szkół Handlowych uczy się razem 804 uczniów.

## Historia
Budowę pierwszego z budynków szkolnych, mieszczącego się przy ul. Kościuszki 18/20, rozpoczęto w 1904 roku, a zakończono w 1910 roku. Była to szkoła średnia dla dziewcząt i dla chłopców, najstarsza z ekonomicznych szkół na Wybrzeżu. Ulica nazywała się wówczas Schulstrasse (niem. Szkolna). Drugi budynek znajduje się przy al. Niepodległości 749. Ufundował go w 1836 roku ówczesny opat oliwski Józef von Hohenzollern na siedzibę szkoły katolickiej. Od tytułu fundatora nazywano ją „książęcą”. Po II wojnie światowej szkoła rozpoczęła swoją działalność 15.04.1945 roku jako Państwowe Liceum Handlowe. Po wielokrotnych zmianach nazwy od 1983 roku funkcjonuje jako Zespół Szkół Handlowych.
W latach 2011–2014 w skład Zespołu Szkół Handlowych wchodziło II Liceum Profilowane o profilu ekonomiczno - administracyjnym, policyjnym. Liceum zostało utworzone na mocy porozumienia z dnia 06 kwietnia 2011 roku w ramach innowacji pedagogicznej „Klasa Policyjna”.
15 kwietnia 2015 roku Technikum Nr 1 oraz Zasadniczej Szkole Zawodowej Nr 1 nadano imię Danuty Siedzikówny „Inki”.

## Rozwój technologiczny
Podążając za rozwojem techniki komputerowej, szkoła zainwestowała w pracownie komputerowe z dostępem do internetu i bibliotekę dysponującą multimedialnymi stanowiskami komputerowymi, stworzyła swoją stronę internetową, zrezygnowała z prowadzenia zwykłych dzienników lekcyjnych na rzecz dziennika elektronicznego, zorganizowała nauczanie typu e-learning, w ramach Sopockiej Platformy Edukacyjnej, a także bierze udział w organizacji takich dni jak Dzień Bezpiecznego Internetu.

## Teatr szkolny
Dla uczniów pragnących poszerzyć swoje umiejętności aktorskie, szkoła założyła także szkolne koło teatralne, zwane również grupą teatralna MISZMASZ i KOGEL MOGEL, która została powołana 17 listopada 1999 roku. Grupa ta jest prowadzona przez Danutę Płoszaj-Płociniak, absolwentkę Uniwersytetu Gdańskiego i Państwowej Wyższej Szkoły Teatralnej w Krakowie, a także laureatkę I nagrody ogólnopolskiej w kategorii „Organizator Zdarzeń Teatralnych” Ministerstwa Edukacji Narodowej 2005 i Ministerstwa Kultury. Niestety, wskutek niskiego zainteresowania ze strony uczniów, grupa teatralna została zawieszona na czas nieokreślony.

## Profile nauczania

### Technikum (4-letnie)
- Technik logistyk
- Technik informatyk
- Technik hotelarstwa
- Technik obsługi turystycznej
- Technik eksploatacji portów i terminali
- Technik usług gastronomicznych i żywienia
- Kucharz[3]

## Osiągnięcia
Szkoła, przez cały czas swojego istnienia zdobyła wiele nagród i wyróżnień:
- Zdobycie złotego znaku jakości Interkl@sa na 3 lata, w 2010 roku, przy zajęciu 2. miejsca[4].
- Dojście do półfinałów III Ogólnopolskiej Olimpiady Wiedzy o Internecie DialNet Masters.
- Zdobycie II i III miejsca w regionalnym konkursie prowadzonym przez Wydział Informatyki Uniwersytetu Gdańskiego na wykonanie fotomontażu w 2009 roku.
- Zdobycie III,  trzech IV oraz I i II od końca miejsc w regionalnym konkursie „Informatyka i Internet XXI wieku” prowadzonym przez Wydział Zarządzania Uniwersytetu Gdańskiego w 2008 roku.
- Zdobycie I miejsca i wyróżnienia w konkursie regionalnym Wydziału Zarządzania Uniwersytetu Gdańskiego na wykonanie grafiki komputerowej.
- Zdobycie I i II miejsca w regionalnym konkursie „Współczesny Internauta” na Wydziale Zarządzania Uniwersytetu Gdańskiego w 2008 roku.
- Zdobycie Certyfikatu Jakości „Szkoła Przedsiębiorczości”, 17 kwietnia 2008 roku.
- Zostanie laureatem nagrody finansowej z okazji Dnia Bezpiecznego Internetu w 2008 roku.
- Zdobycie złotego znaku jakości Interkl@sa na 2 lata, w 2008 roku, przy zajęciu 1. miejsca.
- Zdobycie brązowego znaku  jakości Interkl@sa na rok, w 2007 roku, przy zajęciu 4. miejsca.
- Zdobycie brązowego znaku  jakości Interkl@sa na rok, w 2006 roku, przy zajęciu 14. miejsca.